# Уейн Бридж
Уейн Майкъл Бридж (на английски: Wayne Michael Bridge) е английски футболист, състезаващ се за ФК Брайтън & Хоув Албиън, където играе под наем от Манчестър Сити. Започва професионалната си кариера със Саутхамптън, като дебютира на 16 август 1998. След пет сезона със Светците преминава в Челси за сумата от 7 млн. лири през юли 2003, като за тях регистрира 87 мача за период от почти 6 години. На 2 януари 2009 е трансфериран в Манчестър Сити за сума от порядъка на 14 млн. паунда.